# SdKfz 4
El SdKfz 4 Gleisketten-Lastkraftwagen o tractor oruga, era un vehículo semioruga utilizado por la Wehrmacht durante la Segunda Guerra Mundial; la designación de fabricante fue Mercedes-Benz L4500R.

## Historial
Fue desarrollado después de que la ofensiva de invierno de 1941 se viese ralentizada por lo inadecuado de los vehículos de suministro que la Wehrmacht poseía por aquel entonces, principalmente camiones que habían sido diseñados para las autopistas alemanas, pero que se quedaban atascados en los caminos embarrados de Rusia.
Se requería un vehículo semioruga de bajo coste, capaz de llevar varias toneladas de material por terrenos poco transitables.El Sd.Kfz.4 fue desarrollado en 1943 por Opel, usando el chasis semioruga del camión de 3 toneladas Opel Maultier (mula).
Si bien contaba con una ametralladora de calibre 7,92 mm (Mg 34 o Mg 42) no era un vehículo de combate propiamente dicho ya que al carecer de blindaje o ser muy liviano era muy vulnerable al ataque incluso con armamento ligero, por lo que se utilizaba como transporte de retaguardia.

## SdKfz 4/1

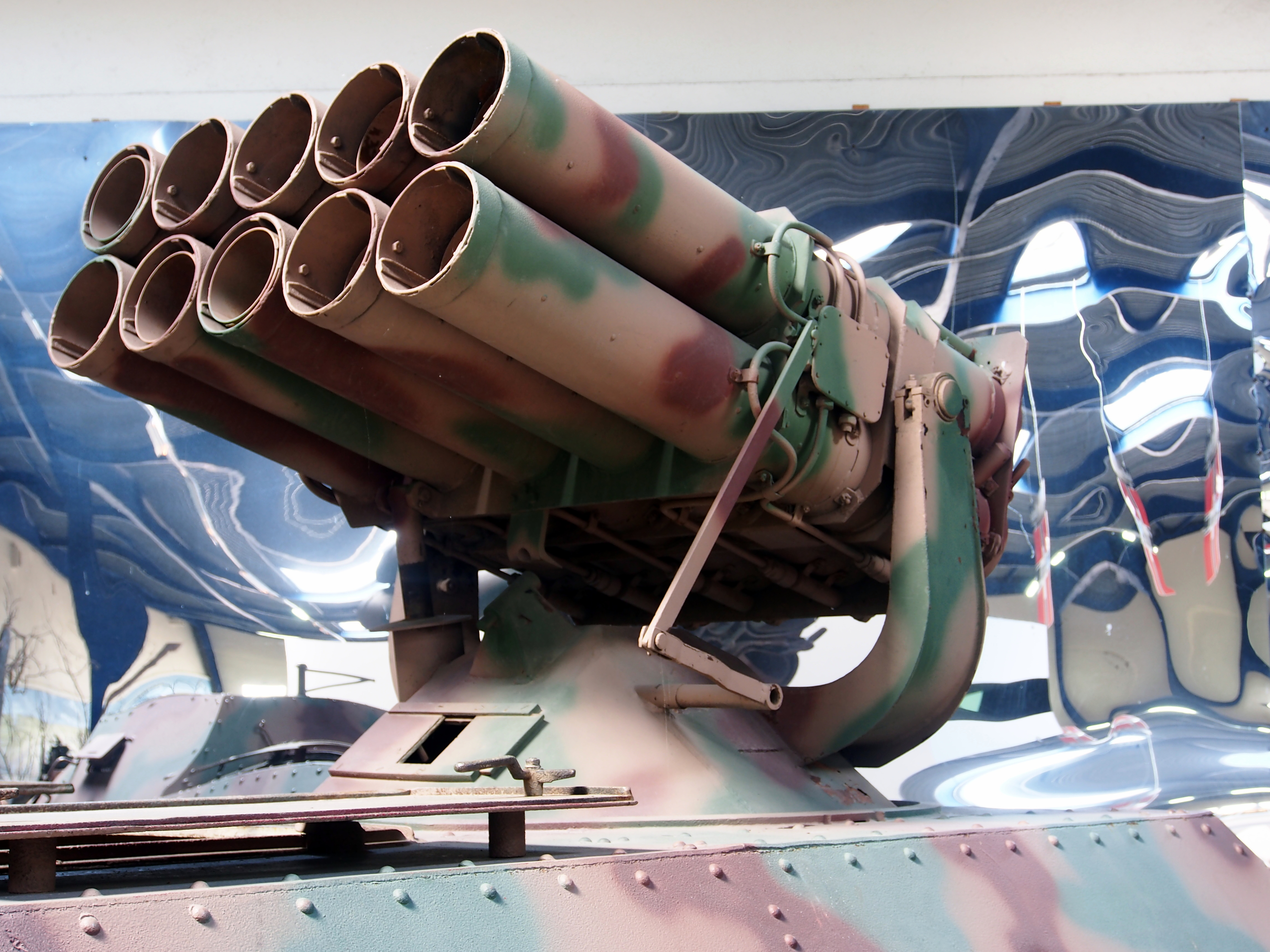
Detalle del Nebelwerfer 42 de un SdKfz.4/1.

A finales de la guerra se utilizó como plataforma para lanzacohetes múltiples, equipándolo con un lanzacohetes Nebelwerfer 42 de 150 mm. Para poder utilizarlo más cerca de la línea de fuego se le incrementó el blindaje, aunque seguía incorporando el mismo motor, por lo que este aumento de peso produjo un descenso de la velocidad. Se fabricaron 589 ejemplares.